# 维利耶勒塞克 (涅夫勒省)
维利耶勒塞克（法語：Villiers-le-Sec，法語發音：[vilje lə sɛk] ⓘ）是法国涅夫勒省的一个市镇，属于克拉姆西区。

## 地理
维利耶勒塞克（47°22'38"N, 3°25'47"E）面积1.38 平方千米，位于法国勃艮第-弗朗什-孔泰大區涅夫勒省，该省份为法国中部省份，北至约讷省，西北接卢瓦雷省，西接谢尔省，南至阿列省，东南接索恩-卢瓦尔省，东临科多尔省。
与维利耶勒塞克接壤的市镇（或旧市镇、城区）包括：圣皮埃尔迪蒙、坎西莱瓦尔济、瓦尔济。

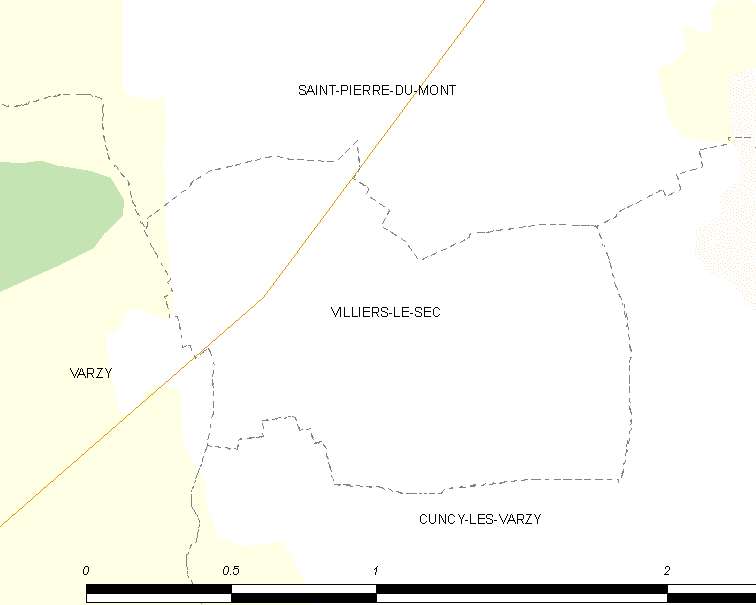
的OSM定位图

维利耶勒塞克的时区为UTC+01:00、UTC+02:00（夏令时）。

## 行政
维利耶勒塞克的邮政编码为58210，INSEE市镇编码为58310。

## 政治
维利耶勒塞克所属的省级选区为克拉姆西县。

## 人口

1962-2008年间人口变化图示

维利耶勒塞克于2022年1月1日时的人口数量为49人。